# Brett Lunger
Robert Brett Lunger (ur. 11 listopada 1945 w Wilmington) – amerykański kierowca wyścigowy. W Formule 1 zadebiutował w Grand Prix Austrii w 1975 roku w zespole Hesketh Racing.
W 1976 roku podczas Grand Prix Niemiec uderzył w płonący bolid Nikiego Laudy, potem jednak wraz z Guyem Edwardsem i Arturo Merzario ratował Austriaka od śmierci w płomieniach.

## Wyniki w Formule 1
| Legenda oznaczeń w tabelach wyników Wyświetl szablon na nowej stronie | Legenda oznaczeń w tabelach wyników Wyświetl szablon na nowej stronie                                                                     |
| Oznaczenie                                                            | Wyjaśnienie |
| --------------------------------------------------------------------- | --- |
| Złoty                                                                 | Zwycięzca lub mistrzostwo |
| Srebrny                                                               | 2. miejsce lub wicemistrzostwo |
| Brązowy                                                               | 3. miejsce lub II wicemistrzostwo |
| Zielony                                                               | Ukończył, punktował (w klasyfikacji generalnej, gdy zdobył co najmniej jeden punkt na przestrzeni sezonu, poza trzema powyższymi opcjami) |
| Niebieski                                                             | Ukończył, nie punktował (w klasyfikacji generalnej, gdy nie zdobył co najmniej jednego punktu na przestrzeni sezonu)                      |
| Czerwony                                                              | Nie zakwalifikował się (NZ) |
| Czerwony                                                              | Nie prekwalifikował się (NPK) |
| Różowy                                                                | Nie ukończył (NU) |
| Różowy                                                                | Niesklasyfikowany (NS) (w klasyfikacji generalnej, gdy nie został sklasyfikowany w żadnym wyścigu sezonu)                                 |
| Czarny                                                                | Zdyskwalifikowany (DK) |
| Czarny                                                                | Wykluczony (WYK/EX) |
| Biały                                                                 | Nie wystartował (NW) |
| Biały                                                                 | Kontuzjowany (K/INJ) |
| Biały                                                                 | Wyścig odwołany (OD/C) |
| Bez koloru                                                            | Został wycofany (WYC/WD) |
| Bez koloru                                                            | Nie przybył (NP/DNA) |
| Bez koloru                                                            | Nie brał udziału w treningach (NT/DNP) |
| Bez koloru                                                            | Nie został zgłoszony (–) |
| Pogrubienie                                                           | Start z pole position |
| Kursywa                                                               | Najszybsze okrążenie wyścigu |
| †                                                                     | Nie ukończył, ale jego rezultat został zaliczony ze względu na przejechanie więcej niż 90% dystansu wyścigu.                              |
| *                                                                     | Sezon w trakcie |
| 1/2/3                                                                 | Punktowana pozycja w sprincie kwalifikacyjnym                                                                                             |
| Lista systemów punktacji Formuły 1                                    | |

| Rok  | Zespół                             | Bolid        | Silnik           | Wyniki w poszczególnych eliminacjach | Wyniki w poszczególnych eliminacjach | Wyniki w poszczególnych eliminacjach | Wyniki w poszczególnych eliminacjach | Wyniki w poszczególnych eliminacjach | Wyniki w poszczególnych eliminacjach | Wyniki w poszczególnych eliminacjach | Wyniki w poszczególnych eliminacjach | Wyniki w poszczególnych eliminacjach | Wyniki w poszczególnych eliminacjach | Wyniki w poszczególnych eliminacjach | Wyniki w poszczególnych eliminacjach | Wyniki w poszczególnych eliminacjach | Wyniki w poszczególnych eliminacjach | Wyniki w poszczególnych eliminacjach | Wyniki w poszczególnych eliminacjach | Wyniki w poszczególnych eliminacjach | Punkty | Pozycja |
| ---- | ---------------------------------- | ------------ | ---------------- | ------------------------------------ | ------------------------------------ | ------------------------------------ | ------------------------------------ | ------------------------------------ | ------------------------------------ | ------------------------------------ | ------------------------------------ | ------------------------------------ | ------------------------------------ | ------------------------------------ | ------------------------------------ | ------------------------------------ | ------------------------------------ | ------------------------------------ | ------------------------------------ | ------------------------------------ | ------ | ------- |
| 1975 | Penthouse Rizla Racing             | Hesketh 308E | Ford Cosworth V8 | ARG                                  | BRA                                  | RPA                                  | ESP                                  | MON                                  | BEL                                  | SWE                                  | HOL                                  | FRA                                  | GBR                                  | GER                                  | AUT                                  | ITA                                  | USA                                  |                                      |                                      |                                      | 0      | 29      |
| 1975 | Penthouse Rizla Racing             | Hesketh 308E | Ford Cosworth V8 | –                                    | –                                    | –                                    | –                                    | –                                    | –                                    | –                                    | –                                    | –                                    | –                                    | –                                    | 13                                   | 10                                   | NU                                   |                                      |                                      |                                      | 0      | 29      |
| 1976 | Team Surtees                       | Surtees TS19 | Ford Cosworth V8 | BRA                                  | RPA                                  | USW                                  | ESP                                  | BEL                                  | MON                                  | SWE                                  | FRA                                  | GBR                                  | GER                                  | AUT                                  | HOL                                  | ITA                                  | USA                                  | KAN                                  | JPN                                  |                                      | 0      | 30      |
| 1976 | Team Surtees                       | Surtees TS19 | Ford Cosworth V8 | –                                    | 13                                   | NZ                                   | NZ                                   | NU                                   | 15                                   | 16                                   | NU                                   | NU                                   | 10                                   | –                                    | 14                                   | 15                                   | 11                                   |                                      |                                      |                                      | 0      | 30      |
| 1977 |                                    |              |                  | ARG                                  | BRA                                  | RPA                                  | USW                                  | ESP                                  | MON                                  | BEL                                  | SWE                                  | FRA                                  | GBR                                  | GER                                  | AUT                                  | HOL                                  | ITA                                  | USA                                  | KAN                                  | JPN                                  | 0      | 29      |
| 1977 | Chesterfield Racing                | March 761    | Ford Cosworth V8 | –                                    | –                                    | 14                                   | 10                                   | NU                                   | –                                    |                                      |                                      |                                      |                                      |                                      |                                      |                                      |                                      |                                      |                                      |                                      | 0      | 29      |
| 1977 | Chesterfield Racing                | McLaren M23B | Ford Cosworth V8 |                                      |                                      |                                      |                                      |                                      |                                      | NW                                   | 11                                   | NZ                                   | 13                                   | NU                                   | 10                                   | 9                                    | NU                                   | 10                                   | 11                                   | –                                    | 0      | 29      |
| 1978 |                                    |              |                  | ARG                                  | BRA                                  | RPA                                  | USW                                  | MON                                  | BEL                                  | ESP                                  | SWE                                  | FRA                                  | GBR                                  | GER                                  | AUT                                  | HOL                                  | ITA                                  | USA                                  | KAN                                  |                                      | 0      | 22      |
| 1978 | Liggett Group / B & S Fabrications | McLaren M23B | Ford Cosworth V8 | 13                                   | NU                                   | 11                                   | NZ                                   |                                      |                                      |                                      |                                      |                                      |                                      |                                      |                                      |                                      |                                      |                                      |                                      |                                      | 0      | 22      |
| 1978 | Liggett Group / B & S Fabrications | McLaren M26  | Ford Cosworth V8 |                                      |                                      |                                      |                                      | NPK                                  | 7                                    | NZ                                   | NZ                                   | NU                                   | 8                                    | NPK                                  | 8                                    | NU                                   | NU                                   |                                      |                                      |                                      | 0      | 22      |
| 1978 | Team Tissot Ensign                 | Ensign N177  | Ford Cosworth V8 |                                      |                                      |                                      |                                      |                                      |                                      |                                      |                                      |                                      |                                      |                                      |                                      |                                      |                                      | 13                                   | –                                    |                                      | 0      | 22      |